# Songpyeon
Songpyeon (송편, 松片) là một món bánh (tteok) truyền thống của Triều Tiên, làm từ bột gạo, thường được ăn vào lễ hội trung thu (Chuseok). Tài liệu ghi chép sớm nhất về món Songpyeon có từ thời Cao Ly (Goryeo, 고려; 高麗)

## Mô tả
Songpyeon được tạo hình nửa mặt trăng, nhân ngọt như hạt vừng, mật ong, đậu đỏ hoặc quả hạch nhuyễn, được đặt trên lớp lá thông rồi hấp, tạo cho nó mùi thơm của thông tươi. Trong tên bánh, chữ "Song" (송; 松) chính là chỉ cây thông. Songpyeon có thể được làm với nhiều màu sắc và hương vị khác nhau bằng các nguyên liệu tự nhiên.
Songpyeon là một trong những món ăn làm tại nhà phổ biến nhất trong các ngày lễ. Nhiều gia đình tự làm songpyeon. Songpyeon được đem cho các thành viên gia đình và hàng xóm thân thiết như một biểu hiện của sự tôn trọng. Người Triều Tiên/Hàn Quốc cho rằng người làm ra songpyeon đẹp sẽ kết hôn được với một người tử tế hoặc sinh ra con cái xinh xắn. Nhiều gia đình cho rằng Chuseok sẽ trở nên thiếu sót nếu không có songpyeon.
Songpyeon được sử dụng để cúng bái tổ tiên. Songpyeon và các món ăn khác được dùng để mừng vụ mùa. Songpyeon chủ yếu được ăn vào tiết Trung Thu Chuseok cũng là vào thời điểm thu hoạch, nhưng một số gia đình Hàn Quốc thích ăn Songpyeon trong mùa xuân.
Có nhiều lý giải khác nhau về hình dáng vầng trăng khuyết của songpyeon. Đa số nói đó là bởi vì tổ tiên của Hàn Quốc nghĩ rằng trăng tròn chỉ có thể dần tàn trong khi trăng khuyết sẽ dần tròn.

## Cách làm

### Sơ chế
Phần vỏ:
- 500g bột gạo nếp
- 5g muối
- 210ml nước
- 2,5g bột ngải cứu
- 7ml nước quả dành dành (có thể thay bằng nước cà rốt, bí đỏ)
- 9ml nước dâu tây
- Một ít bột quế
Phần nhân:
- 50g đậu xanh tươi
- 30g mè
- 30g đậu đỏ
- 24ml mật ong
- 12g đường cát
- 13ml dầu mè
- 300g lá thông tươi
- Một ít muối, bột quế

### Chế biến
1. Cho 1 ít muối vào bột và rây cho mịn. Tiếp đó, chia bột thành 5 phần bằng nhau và trộn đều từng phần với các loại màu (dâu, ngải cứu, nước quả dành dành). Nhào kỹ từng phần bột với nước nóng cho đến khi thật dẻo mịn.
2. Hấp chín đậu đỏ rồi giã nhuyễn. Tiếp tục trộn đậu đỏ với chút muối, bột quế, nửa chỗ mè và mật ong cho quyện đều để làm nhân; làm tương tự với chỗ đậu xanh tươi và phần nguyên liệu còn lại.
3. Ngắt bột thành từng viên nhỏ nặng chừng 15g, ấn lõm ở giữa rồi cho nhân đậu đỏ hoặc đậu xanh vào; viên kín lại thành hình bán nguyệt.
4. Đổ nước vào nồi, đun tầm 9 phút. Khi nước sôi thì lót lá thông tươi vào và xếp bánh lên trên. Hấp bánh với lửa lớn trong vòng 20 phút.
Khi thấy bột vỏ bánh trở màu trong là bánh đã chín. Vớt bánh ra, xả qua với nước lạnh và thoa 1 lớp mỏng dầu mè (hoặc dầu ăn bên ngoài là hoàn thành.